# Uruguaysuchus
Uruguaysuchus es un género extinto de cocodrilomorfo notosúquido del Cretácico Superior de Uruguay. Está relacionado con Simosuchus y Malawisuchus. Es un pequeño mesoeucrocodilio conocido a partir de varios esqueletos parciales y cráneos de la Formación Guichón (Cretácico medio, Uruguay). Aquí, describimos un nuevo espécimen de la localidad tipo que consta de un cráneo parcial, mandíbula inferior y vértebras cervicales que puede denominarse U. aznarezi.

## Descubrimiento e importancia
En 1932, durante la perforación de un pozo de agua en la localidad de Guichón, departamento de Paysandú, Uruguay se descubrieron varios restos óseos pertenecientes a aproximadamente siete individuos de pequeños cocodrilos terrestres. Los restos fueron enviados a paleontólogos argentinos y luego de varias vicisitudes, Carlos Rusconi en 1933 reconoce un nuevo género: Uruguaysuchus; y dos nuevas especies: U. aznarezi y U. terrai.
Uruguaysuchus ha sido importante desde el punto de vista taxonómico y filogenético en el grupo de Crocodyliformes del Cretácico de Gondwana.  Uruguaysuchus sigue siendo el vertebrado mesozoico mejor representado de Uruguay.

## Sinonimia
Uruguaysuchus terrai Rusconi, 1933.